# Miramar (Argentyna)
Miramar – miasto w Argentynie, położone we wschodniej części prowincji Buenos Aires.

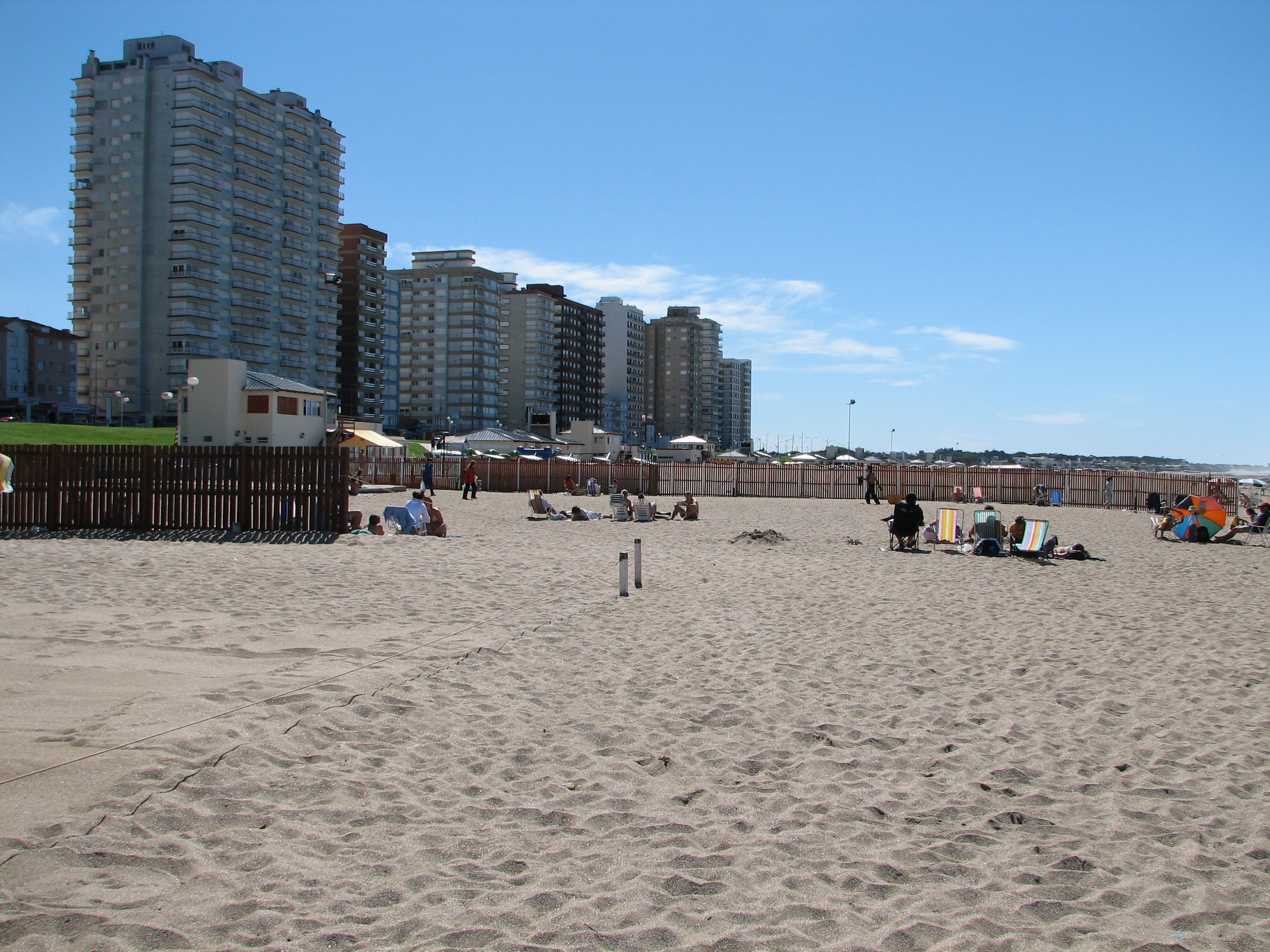
Plaża w Miramar

## Opis
Miejscowość została założona 30 sierpnia 1888 roku. Obecnie Miramar jest znaną miejscowością turystyczną, położoną nad Atlantykiem. W odległości 468 km od miasta, znajduje się aglomeracja i stolica kraju Buenos Aires. W mieście znajduje się węzeł drogowy-RP11 i RP77 i linia kolejowa.

## Atrakcje turystyczne
- Playa Escondida[2]. - plaża
- Feria de Artesanos[3]. - rzemiosło artystyczne,
- Museo Municipal Punta Hermengo[4]. - Muzeum archeologiczne,
- Museo Eva Peron[5]. - Muzeum Eva Peron.